# 杜費克山
72°10′S 24°45′E / 72.167°S 24.750°E
杜費克山是南極洲的山峰，屬於南龍達訥山脈的一部分，海拔高度3,150米，處於貝格森山西南3.7公里，挪威地圖製作師在1957年根據美國海軍把該冰川繪入地圖。